# Arthur de Kock

a Compétitions nationales et continentales officielles uniquement.

b Matchs officiels uniquement.
Dernière mise à jour le 21 mai 2023.
Arthur de Kock (également appelé Sas de Kock) est né le 11 janvier 1866 à Hopetown et il est mort le 6 juillet 1957 à Springs à l'âge de 91 ans. Ce fut un joueur international sud-africain de rugby à XV, jouant au poste d'ailier, et qui a évolué en équipe d'Afrique du Sud en 1891. 

## Biographie
Arthur de Kock fut scolarisé au sein du lycée Paul Roos Gymnasium basé dans la ville de Stellenbosch.

### Carrière en club
Arthur de Kock a fait ses débuts en tant que rugbyman dans l'équipe du Griqualand West, implantée dans une région historiquement rattachée à la province du Cap-Nord. 

### En sélection nationale sud-africaine

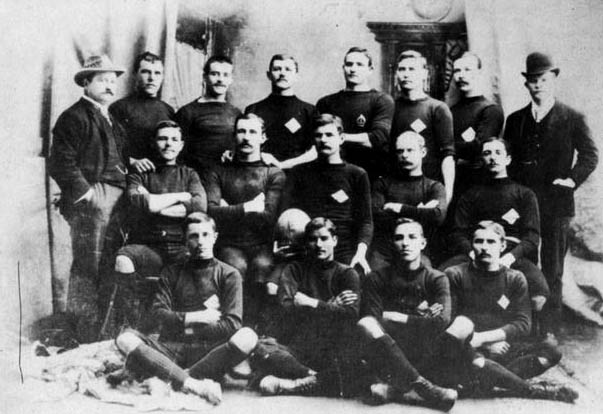
L'équipe d'Afrique lors du Test match de 1891

La première apparition d'Arthur de Kock en équipe d'Afrique du Sud fut effective lors de la tournée 1891 des Lions britanniques en Afrique du Sud, lorsqu'il fut sélectionné pour jouer dans le deuxième match des trois test-matchs, au cours desquelles la Grande-Bretagne a remporté la série 3-0.

## Décès
Arthur de Kock meurt à l'âge de 91 ans, le 6 juillet 1957, dans la ville de Springs.